# إنتشي إن أرتويس
إنتشي إن أرتويس (بالفرنسية: Inchy-en-Artois)‏ هي بلدية تقع في إقليم باد كاليه من منطقة نور با دو كاليه في شمال فرنسا. تبلغ مساحة هذه المدينة 11.06 (كم²)، وترتفع عن سطح البحر 54 م، يبلغ عدد سكانها 571 نسمة حسب إحصاء المعهد الوطني للإحصاء والدراسات الاقتصادية سنة 2009 م. وترأس Michel Rousseau البلدية خلال فترة (2008-2014).